# Dabrica
Dabrica (cyr. Дабрица) – wieś w Bośni i Hercegowinie, w Republice Serbskiej, w gminie Berkovići. W 2013 roku liczyła 112 mieszkańców.